# Viladesuso (Betanzos)
Viladesuso (en gallego y oficialmente, Vila de Suso) es una aldea española situada en la parroquia de Piadela, del municipio de Betanzos, en la provincia de La Coruña, Galicia.

## Demografía
| Gráfica de evolución demográfica de Viladesuso entre 2000 y 2018 |
|                                                                  |
| Datos según el nomenclátor publicado por el INE.                 |